# Charline von Heyl
Charline von Heyl (n. Maguncia, 1960) es una pintora abstracta de arte contemporáneo alemana.

## Biografía
Charline von Heyl nació en Maguncia, un pueblo al sur del estado de Renania-Palatinado en Alemania. Estudió arte en la Universidad de Bellas Artes de Hamburgo donde compartió clase con quien sería otro gran referente del arte alemán, Jörg Immendorff, y con quien posteriormente terminaría trabajando juntos en Düsseldorf.
En 1995 se mudó a Nueva York, en Estados Unidos, país que empezó a ser su hogar y donde crearía su estudio definitivo. Dos años más tarde se casó con el también artista abstracto Christopher Wool.
El estilo de Charline von Heyl se basa, principalmente, en efectos de collage, usando como materias primas que rescata de revistas, cómics, periódicos uniéndolas en lienzos de grandes formatos para luego y combinándolo con pintura.

## Exhibiciones

### Temporales
Algunas de las galerías y museos destacables donde han realizado exposiciones de las obras de Charline von Heyl:
- 2005: Museo de Arte de Dallas (Estados Unidos).[5]
- 2006: Museo de Arte Moderno de San Francisco (Estados Unidos).[6]
- 2009: Museo de Arte Contemporáneo de Los Ángeles (Estados Unidos).[7]
- 2012: Tate Modern de Liverpool (Reino Unido).[8]
- 2014: Museo Whitney, durante la Whitney Biennial, Nueva York (Estados Unidos).[9]